# Schefflera waterhousei
Schefflera waterhousei är en araliaväxtart som beskrevs av Hermann August Theodor Harms. Schefflera waterhousei ingår i släktet Schefflera och familjen araliaväxter. Inga underarter finns listade.